# Ступнівська сільська рада
Ступнівська сільська́ ра́да — колишній орган місцевого самоврядування у Здолбунівському районі Рівненської області. Адміністративний центр — село Ступно.

## Загальні відомості
- Ступнівська сільська рада утворена в 1991 році.
- Територія ради: 24,857 км²
- Населення ради: 930 осіб (станом на 2001 рік)
- Територією ради протікає річка Збитинка.

## Населені пункти
Сільській раді підпорядковані населені пункти:
- с. Ступно

## Склад ради
Рада складається з 16 депутатів та голови.
- Голова ради: Шпичак Василь Костянтинович
- Секретар ради: Лазоровська Лідія Володимирівна

### Керівний склад попередніх скликань
| Прізвище, ім'я, по батькові | Основні відомості                                                                                 | Дата обрання | Дата звільнення |
| --------------------------- | ------------------------------------------------------------------------------------------------- | ------------ | --------------- |
| Шпичак Василь Костянтинович | Сільський голова, 1950 року народження, освіта середня загальна, член Народної партії             | 26.03.2006   | 31.10.2010      |
| Шпичак Василь Костянтинович | Сільський голова, 1950 року народження, освіта середня загальна, член Української Народної Партії | 31.10.2010   |                 |

Примітка: таблиця складена за даними сайту Верховної Ради України

## Населення
За переписом населення України 2001 року в сільській раді мешкали 924 особи.

### Мова
Розподіл населення за рідною мовою за даними перепису 2001 року:
| Мова       | Відсоток |
| ---------- | -------- |
| українська | 99,89 %  |
| російська  | 0,11 %   |